# Episodi di Kung Fu Panda - Mitiche avventure
Elenco degli episodi della serie televisiva animata Kung Fu Panda - Mitiche avventure (Kung Fu Panda: Legends of Awesomeness) trasmessi in Italia.

## Panoramica delle stagioni
| Stagioni | Stagioni | Episodi | Trasmissione originale | Trasmissione originale | Trasmissione Italiana | Trasmissione Italiana |
| Stagioni | Stagioni | Episodi | Inizio trasmissione    | Fine trasmissione      | Inizio trasmissione   | Fine trasmissione     |
| -------- | -------- | ------- | ---------------------- | ---------------------- | --------------------- | --------------------- |
|          | 1        | 26      | 19 settembre 2011      | 5 aprile 2012          | 28 novembre 2011      | 17 settembre 2012     |
|          | 2        | 26      | 6 aprile 2012          | 21 giugno 2013         | 18 settembre 2012     | 22 gennaio 2014       |
|          | 3        | 28      | 24 giugno 2013         | 11 novembre 2015       | 23 gennaio 2013       | 9 gennaio 2015        |

## Prima stagione (2011-2012)
In America sono andati in onda in anteprima i primi 2 episodi rispettivamente il 19 settembre e il 21 ottobre 2011, per poi essere trasmessa regolarmente dal 7 novembre 2011.
In Italia gli episodi, trasmessi secondo l'ordine dato dal codice di produzione, sono andati in onda in questo modo: i primi 13 in anteprima dal 28 novembre 2011 al 26 febbraio 2012 su Nickelodeon, mentre gli episodi successivi sono stati trasmessi a partire dal 21 al 29 maggio 2012 e dal 10 al 17 settembre 2012. Su Rai 2 è andata in onda la serie in chiaro da settembre 2012, con 19 episodi e spesso in ordine sparso, tornando in onda a novembre 2012.
| n° (serie) | n° (stagione) | Titolo originale           | Titolo italiano              | Prima TV USA      | Prima TV Italia   | Codice Prod. |
| ---------- | ------------- | -------------------------- | ---------------------------- | ----------------- | ----------------- | ------------ |
| 1          | 1             | Scorpion's Sting           | La puntura di Scorpion       | 19 settembre 2011 | 28 novembre 2011  | 101          |
| 2          | 2             | The Princess and the Po    | La principessa altezzosa     | 21 ottobre 2011   | 30 novembre 2011  | 103          |
| 3          | 3             | Sticky Situation           | Situazione appiccicosa       | 7 novembre 2011   | 29 novembre 2011  | 102          |
| 4          | 4             | Chain Reaction             | Reazione a catena            | 8 novembre 2011   | 1º dicembre 2011  | 104          |
| 5          | 5             | Fluttering Finger Mindslip | Scorciatoie pericolose       | 9 novembre 2011   | 2 dicembre 2011   | 105          |
| 6          | 6             | Good Croc, Bad Croc        | L'inganno del coccodrillo    | 10 novembre 2011  | 13 febbraio 2012  | 111          |
| 7          | 7             | Hometown Hero              | L'eroe della città natale    | 11 novembre 2011  | 9 febbraio 2012   | 109          |
| 8          | 8             | Jailhouse Panda            | Missione in... prigione!     | 18 novembre 2011  | 24 maggio 2012    | 117          |
| 9          | 9             | Owl Be Back                | Il ritorno di Fenghuang      | 26 novembre 2011  | 7 febbraio 2012   | 107          |
| 10         | 10            | Bad Po                     | Il buono e il cattivo        | 26 novembre 2011  | 15 febbraio 2012  | 113          |
| 11         | 11            | Sight for Sore Eyes        | Intrighi al palazzo di Giada | 27 novembre 2011  | 8 febbraio 2012   | 108          |
| 12         | 12            | Rhino's Revenge            | La vendetta di Rhino         | 27 novembre 2011  | 6 febbraio 2012   | 106          |
| 13         | 13            | Master Ping                | Maestro Ping                 | 28 novembre 2011  | 28 maggio 2012    | 119          |
| 14         | 14            | Ghost of Oogway            | Il fantasma di Oogway        | 29 novembre 2011  | 29 maggio 2012    | 120          |
| 15         | 15            | The Kung Fu Kid            | Kung Fu Kid                  | 30 novembre 2011  | 11 settembre 2012 | 122          |
| 16         | 16            | Ladies of the Shade        | Le signore dell'ombra        | 1º dicembre 2011  | 12 settembre 2012 | 123          |
| 17         | 17            | Big Bro Po                 | Fratellone Po                | 2 dicembre 2011   | 25 maggio 2012    | 118          |
| 18         | 18            | Po Fans Out                | Il fan club di Po            | 9 dicembre 2011   | 14 febbraio 2012  | 112          |
| 19         | 19            | Challenge Day              | La sfida                     | 16 dicembre 2011  | 10 febbraio 2012  | 110          |
| 20         | 20            | My Favourite Yao           | Il maestro Yao               | 30 dicembre 2011  | 21 maggio 2012    | 114          |
| 21         | 21            | In With the Old            | Largo ai vecchi!             | 16 gennaio 2012   | 13 settembre 2012 | 124          |
| 22         | 22            | Has-Been Hero              | Una vecchia gloria           | 31 marzo 2012     | 17 settembre 2012 | 126          |
| 23         | 23            | Love Stings                | L'amore fa male              | 2 aprile 2012     | 22 maggio 2012    | 115          |
| 24         | 24            | Hall of Lame               | Il trofeo del guerriero      | 3 aprile 2012     | 23 maggio 2012    | 116          |
| 25         | 25            | Father Crime               | Padre furfante               | 4 aprile 2012     | 10 settembre 2012 | 121          |
| 26         | 26            | Monkey in the Middle       | Un fratello scomodo          | 5 aprile 2012     | 14 settembre 2012 | 125          |

## Seconda stagione (2012-2013)
Nickelodeon ha confermato altri 26 episodi aggiuntivi nella seconda stagione.

In America è andato in onda in anteprima il primo episodio il 6 aprile 2012 su Nickelodeon. In Italia la trasmissione, avvenuta non sempre seguendo l'ordine dato dal codice di produzione, è stata la seguente: 5 episodi della seconda stagione vengono trasmessi a partire dal 18 settembre 2012. Altri 4 dal 21 gennaio 2013.
Altri 6 episodi sono stati trasmessi dal 1º aprile 2013. Quindi un ulteriore blocco è andato in onda dal 9 settembre 2013.
| n° (serie) | n° (stagione) | Titolo originale                | Titolo italiano                        | Prima TV USA      | Prima TV Italia   | Codice Prod. |
| ---------- | ------------- | ------------------------------- | -------------------------------------- | ----------------- | ----------------- | ------------ |
| 27         | 1             | Kung Fu Day Care                | Asilo nido Kung Fu                     | 6 aprile 2012     | 18 settembre 2012 | 201          |
| 28         | 2             | Royal Pain                      | Realmente incapace                     | 26 settembre 2012 | 9 settembre 2013  | 214          |
| 29         | 3             | The Most Dangerous Po           | Il generale picchiatello               | 13 ottobre 2012   | 20 settembre 2012 | 203          |
| 30         | 4             | The Po Who Cried Ghost          | Po e i fantasmi saltellanti            | 27 ottobre 2012   | 27 ottobre 2012   | 207          |
| 31         | 5             | Kung Shoes                      | Le scarpe magiche                      | 3 novembre 2012   | 24 gennaio 2013   | 209          |
| 32         | 6             | Bosom Enemies                   | Nemici per la pelle                    | 10 novembre 2012  | 10 settembre 2013 | 215          |
| 33         | 7             | Enter the Dragon: Part 1        | Operazione dragone (prima parte)       | 12 novembre 2012  | 1º aprile 2013    | 220          |
| 34         | 8             | Enter the Dragon: Part 2        | Operazione dragone (seconda parte)     | 12 novembre 2012  | 1º aprile 2013    | 221          |
| 35         | 9             | Master and the Panda            | Una scomoda parentela                  | 24 novembre 2012  | 4 aprile 2013     | 212          |
| 36         | 10            | Present Tense                   | Un regalo prezioso                     | 8 dicembre 2012   | 21 settembre 2012 | 213          |
| 37         | 11            | Shifu's Back!                   | Il sostituto di Shifu                  | 14 gennaio 2013   | 22 gennaio 2013   | 205          |
| 38         | 12            | Terror Cotta                    | L'esercito di terracotta               | 15 gennaio 2013   | 15 settembre 2013 | 225          |
| 39         | 13            | The Spirit Orb's of Master Ding | I Globi dello Spirito del Maestro Ding | 16 gennaio 2013   | 15 settembre 2013 | 226          |
| 40         | 14            | The Maltese Mantis              | Giochi da grandi                       | 17 gennaio 2013   | 19 settembre 2012 | 202          |
| 41         | 15            | Invitation Only                 | Solo un invito                         | 18 gennaio 2013   | 12 settembre 2013 | 217          |
| 42         | 16            | The Midnight Stranger           | Lo sconosciuto della notte             | 20 gennaio 2013   | 25 gennaio 2013   | 206          |
| 43         | 17            | Shoot the Messenger             | Ambasciator porta pena                 | 22 gennaio 2013   | 1º aprile 2013    | 219          |
| 44         | 18            | A Tigress Tale                  | Addestramento al Palazzo di Granata    | 23 gennaio 2013   | 3 aprile 2013     | 211          |
| 45         | 19            | Crane on a Wire                 | La vendetta di Fenghuang               | 24 gennaio 2013   | 21 gennaio 2013   | 204          |
| 46         | 20            | The Secret Museum of Kung Fu    | Il museo segreto del Kung Fu           | 25 gennaio 2013   | 15 settembre 2013 | 224          |
| 47         | 21            | Bride of Po                     | La sposa di Po                         | 14 febbraio 2013  | 22 gennaio 2014   | 303          |
| 48         | 22            | Five is Enoug                   | I sei cicloni                          | 17 giugno 2013    | 20 gennaio 2014   | 301          |
| 49         | 23            | Mama Told Me not to Kung Fu     | Una mamma iperprotettiva               | 18 giugno 2013    | 15 settembre 2013 | 222          |
| 50         | 24            | Secret Admirer                  | Scimmia innamorata                     | 19 giugno 2013    | 5 aprile 2013     | 216          |
| 51         | 25            | Qilin Time                      | Arriva il Qilin!                       | 20 giugno 2013    | 2 aprile 2013     | 210          |
| 52         | 26            | Huge                            | Grande a dismisura                     | 21 giugno 2013    | 15 settembre 2013 | 223          |

## Terza stagione (2013-2015)
La terza stagione va in onda dal 23 giugno 2013 sul canale statunitense Nickelodeon.
In Italia la terza stagione viene trasmessa a partire dal 23 gennaio 2013, e riparte dal 20 gennaio 2014.. Dal 10 settembre riprende la trasmissione degli episodi dal secondo della terza serie (codice 305) seguendo sempre il codice di produzione. Dal 1º gennaio 2015 riprende la trasmissione su nickelodeon degli ultimi sei episodi (codici 321-326).
| n° (serie) | n° (stagione) | Titolo originale                | Titolo italiano                           | Prima TV USA      | Prima TV Italia   | Codice Prod. |
| ---------- | ------------- | ------------------------------- | ----------------------------------------- | ----------------- | ----------------- | ------------ |
| 53         | 1             | Shifu's Ex                      | La Ex di Shifu                            | 24 giugno 2013    | 13 settembre 2013 | 218          |
| 54         | 2             | War of the Noodles              | Il ristorante di Hundun                   | 25 giugno 2013    | 10 settembre 2014 | 305          |
| 55         | 3             | The Break Up                    | Un nuovo figlio per Ping                  | 26 giugno 2013    | 23 gennaio 2013   | 208          |
| 56         | 4             | Mind Over Manners               | Il nuovo potere di Po                     | 27 giugno 2013    | 23 gennaio 2014   | 304          |
| 57         | 5             | A Thousand and Twenty Questions | Meraviglie e domande                      | 28 giugno 2013    | 21 gennaio 2014   | 302          |
| 58         | 6             | The Way of the Prawn            | Il Clan delle Valve                       | 1º luglio 2013    | 10 settembre 2014 | 306          |
| 59         | 7             | Mounth Off                      | Silenzio!                                 | 2 luglio 2013     | 11 settembre 2014 | 307          |
| 60         | 8             | Serpent's Tooth                 | Dente di serpe                            | 3 luglio 2013     | 11 settembre 2014 | 308          |
| 61         | 9             | The Goosefather                 | Il boss della zuppa                       | 11 gennaio 2014   | 12 settembre 2014 | 309          |
| 62         | 10            | Po Picks a Pocket               | Piccoli furfantelli                       | 26 gennaio 2014   | 12 settembre 2014 | 310          |
| 63         | 11            | Croc You Like A Hurricane       | I nuovi Cinque Cicloni                    | 2 febbraio 2014   | 14 settembre 2014 | 311          |
| 64         | 12            | Crazy Little ling Called Love   | Un picnic per sempre                      | 9 febbraio 2014   | 19 settembre 2014 | 319          |
| 65         | 13            | Kung Fu Club                    | Il Club del Kung Fu                       | 16 febbraio 2014  | 16 settembre 2014 | 314          |
| 66         | 14            | The Hunger Game                 | Razzie al villaggio                       | 23 febbraio 2014  | 17 settembre 2014 | 315          |
| 67         | 15            | A Stitch in Time                | Indietro nel tempo                        | 2 marzo 2014      | 17 settembre 2014 | 316          |
| 68         | 16            | Eternal Chord                   | L'Accordo Eterno                          | 8 giugno 2014     | 18 settembre 2014 | 317          |
| 69         | 17            | Apocalypse Yao                  | I Cinque Grandi Segreti                   | 15 giugno 2014    | 18 settembre 2014 | 318          |
| 70         | 18            | The Real Dragon Warrior         | Il vero guerriero dragone                 | 22 giugno 2014    | 19 settembre 2014 | 320          |
| 71         | 19            | The First Five                  | I primi cinque                            | 29 giugno 2014    | 1º gennaio 2015   | 321          |
| 72         | 20            | Emperor's Rule: Part 1          | La scelta dell'Imperatore (prima parte)   | 30 giugno 2014    | 14 settembre 2014 | 312          |
| 73         | 21            | Emperor's Rule: Part 2          | La scelta dell'Imperatore (seconda parte) | 1º luglio 2014    | 16 settembre 2014 | 313          |
| 74         | 22            | Youth in Re-Volt                | Rivolta giovanile                         | 22 luglio 2014    | 2 gennaio 2015    | 322          |
| 75         | 23            | See No Weevil                   | La pazzia del Generale Tsin               | 21 novembre 2014  | 2 gennaio 2015    | 323          |
| 76         | 24            | Goose Chase                     | Ricerca inutile                           | 17 gennaio 2015   | 4 gennaio 2015    | 324          |
| 77         | 25            | Face Full of Fear               | Un bullo per Po                           | 24 giugno 2015    | 6 gennaio 2015    | 325          |
| 78         | 26            | Forsaken and Furious            | Messi alla Po-rta                         | 11 settembre 2015 | 6 gennaio 2015    | 326          |
| 79         | 27            | Camp Ping                       | CampPing                                  | 19 settembre 2015 | 9 gennaio 2015    | 327          |
| 80         | 28            | Po the Croc                     | Po il coccodrillo                         | 11 novembre 2015  | 9 gennaio 2015    | 328          |